# Станислав Краков
Станислав Краков (Крагујевац, 28. март 1895 — Сен Жилијен, 15. децембар 1968) био је српски и југословенски официр, новинар, књижевник, филмски редитељ, библиофил, екслибрист и нумизматичар, из породице пољских племића. Обављао је дужност уредника Времена. Био је добровољац у одреду Војина Поповића - Војводе Вука у Балканским ратовима, а учествовао је и у Првом светском рату и борбама на Солунском фронту, за шта је одликован Орденом Белог орла, Орденом Југословенске круне, Орденом Светог Саве, Медаљом за храброст, Албанском споменицом и Крстом милосрђа. За време немачке окупације у Другом светском рат, подржавао је Владу народног спаса под председништвом свог ујака генерала Милана Недића и био је уредник новина Ново време и Обнова.

## Биографија

### Породица и образовање
Рођен је 28. марта 1895. године у Крагујевцу од оца др Александра (Сигисмунда или Зигмунда), лекара пољског Јеврејина и мајке Персиде, праунуке Николе Станојевића кнеза из Зеока, и сестре генерала Милана Недића. Четворогодишњу основну школу је учио у Књажевцу, а завршио 1905. у Зајечару. После тога је 1913. године завршио Другу мушку гимназију у Београду.

### Војнички дани
Као ђак седмог разреда гимназије, Краков се пријавио као добровољац у четнички одред мајора Војина Поповића - Војводе Вука у Првом балканском рату 1912. године. Није могао бити примљен у редовну војску са седамнаест година.
Следеће године је учествовао у Другом балканском рату против Бугарске. Рањен је код Криве Паланке.
По завршетку гимназије уписао се на Војну академију, па је као тек свршени питомац 46. класе Ниже школе Војне академије 1914. године кренуо у Први светски рат. Учествовао је у многим биткама, преживео Албанску голготу. Рањен је 1915. године када је био у звању командира вода.  Био је међу првима који су освојили Кајмакчалан и ушли у Велес. Током 1916. године је уређивао часопис Рововац. Рањаван је укупно 17 пута, а добио је девет различитих одликовања.
Пензионисан је 21. јуна 1921. године у чину поручника.

### Међуратна каријера
После Првог светског рата уписао је и дипломирао права. Од 1921. је почео да се бави новинарством као сарадник листа „Време“. Био је уредник ваздухопловног часописа „Наша крила“ (1924-1939) и часописа „Телеграм“ (1939). Био је од 1932. године главни уредник листа „Време“, а потом и директор тог листа, као и политички уредник „Политике“. Приликом посете краља Александра I Карађорђевића Француској октобра 1934. године био је у елитној групи новинара која је пратила краља. Тада се догодио Марсељски атентат, после кога је писао да су га организовали усташки терористи подржани од Италије, што је изазвало дипломатски инцидент са Италијом. Са позиције директора листа „Време“ смењен је одлуком Милана Стојадиновића 1. јануара 1936. године. Као помоћник уредник сарађивао је у часопису „Ратник“ до 1939. године.
Краков је 1937. приступио је покрету „Збор“ где је био шеф одсека за пропаганду у оквиру Генералног секретаријата. Током Другог светског рата у неколико наврата био је привођен од стране Гестапоа под сумњом да је Јеврејин. Био је директор Радио Београда од 9. јула 1940. до 1941. године.
Прву приповетку „Смрт поручника Ранђића“ објавио је у часопису „Мисао“ 1919. године. Написао је романе „Кроз буру“ (1921) и „Крила“ (1922), путопис „Кроз јужну Србију“ (1926), мемоарску прозу „Наше последње победе“ (1928), књигу приповедака „Црвени Пјеро“ (1992). Од историјско-публицистичких дела написао је „Пламен четништва“ (1930), „Престолонаследник Петар“ (1933) и „Генерал Милан Недић“ (1963-1968). Његово аутобиографско дело је „Живот човека на Балкану“ (1997).
Као новинар магазина Време, Краков је путовао у кућу редитеља Фрица Ланга да уради интервју са њим. Том приликом је Ланг изјавио да га Југославија привлачи и да се нада да ће доћи у посету.
Његове новинарске путописне репортаже реализоване између два светска рата садрже естетске интенције у жанру.
Бавио се и кинематографијом. Године 1932. снимио је документарни филм Кроз земљу наших царева и краљева. Редитељ је филмског дела „За част отаџбине“ које је премијерно приказано 25. марта 1930. године. Прва верзија тог филма је била без звука па је дорађена и 1938. је добијена нова верзија са коначним насловом „Голгота Србије“. Филм је приказан новембра 1940.
Током Другог светског рата подржао је генерала Милана Недића који му је био ујак. Био је уредник недићевских новина „Ново време“ (1943-1944), „Обнова“ и „Записи“. У Аустрију је отишао септембра 1944. и после рата живео углавном у Паризу. У Југославији је осуђен због колаборације током рата.
Био је библиофил, екслибрист и колекционар старог новца. Био је ожењен Иванком Михајловић (1898), ћерком Милице Михајловић.
У својој аутобиографији је забележио да су га житељи два места у Југославији прогласила за почасног грађанина, „а једног чак дало моје име једној својој главној улици“. Затим наводи: „добио сам осамнаест одликовања, од којих су пола ратна, и добио сам три смртне пресуде“. Наводи да је у једној енциклопедији пре рата наведен као „велики јунак ратова“, док је после Другог светског рата постао „народни непријатељ“.

## Одликовања
- Орден Белог орла са мачевима 4. степена
- Орден Југословенске круне V реда
- Орден Светог Саве
- Медаља за храброст
- Споменица Освећено Косово
- Споменица на рат 1913. године
- Споменица за рат ослобођења и уједињења 1914—1918. године
- Албанска споменица
- Крст милосрђа.
- Орден (румунске) круне[1]

## Дела
- Живот човека на Балкану
- Кроз буру, роман, 1921.
- Крила, роман, 1922.
- Кроз Јужну Србију, 1926.
- Наше последње победе, 1928.
- Човек који је изгубио прошлост, роман (рукопис није сачуван).
- Пламен четништва, 1930.
- Милан Недић, у два тома - први 1963, други 1968.